# 참선
참선(參禪) 또는 선정(禪定)은 한국에서는 보통, 화두를 일념으로 참선하며 진리를 탐구(참구)하는 간화선을 말하며, 불교의 대표적인 수행법이다. 중국에 불교를 전한 달마 조사에서 유래한다고 알려져 있으며, 염불기도, 간경, 보살행 등의 다른 수행법보다 힘들지만 더 빠르고 깊이 들어가며 지혜와 직관력이 돈발된다 하여 수행법의 으뜸으로 친다. 
앉아서 하는 좌선이 일반적이고, 동정일여, 오매일여에 들어감을 중시한다. 화두 의정에 몰입하는 점에서 명상과 다르고, 자세와 호흡에 크게 구애받지 않는 점에서 건강 위주의 호흡수련과 구별된다. 
한국에서는 많은 사찰들이 참선수행을 위한 선원(禪院)을 운영하고 있으며, 여름과 겨울에는 석달씩 결제라 하여 출입 없이 정진하기도 한다. 
참선 수행자들 사이에서 수행의 정도를 가늠하고 지도하기 위해 고도의 난제와 그 답을 주고받는 일을 선문답이라 한다. 이를 기록한 조사 어록으로 《임제록》, 《벽암록》, 《조주록》 등이 유명하다.

## 아나파나사띠
석가모니는 아나파나사띠 명상법을 가르쳤다. 사티 (불교) 참조.

## 묵조선
보리달마 스님이 평생 참선을 가르쳤던 소림사에서는 조동종이 일어나 묵조선을 가르쳤다.

## 간화선
12세기 중국 임제종 대혜종고 스님이 화두를 의심하는 명상법인 간화선을 만들었다. 현재 한국 불교에서 참선이라고 하면 보통 이 간화선을 말한다.

## 경허선사의 〈오도송〉
| “ | 忽聞人語無鼻孔하고 頓覺三天是吾家로다 六月燕巖山下路에 野人無事太平歌로다 | ” |

| “ | 홀연히 어느 사람이 (소에) 콧구멍 없다는 말을 듣고 문득 삼천대천세계가 내 집인 줄 알았구나 유월 연암산 아래에 들사람이 일이 없어 태평가를 부르노라 | ” |

## 부작용
상기(上氣)병이 올 수도 있다.

## 같이 보기
- 선 (불교)